# Vickers Valentia Type 264
Vickers Valentia Type 264  var ett brittiskt trupptransportflygplan som utvecklades ur Vickers Victoria.  
Konstruktionsarbetet inleddes 1932 när man insåg att Victorians motorer och prestanda var för dåliga. I första skedet skiftade man bara motorer till den starkare Bristol Pegasus. Dessa flygplan bar fortfarande namnet Victoria med tillägget Mk VI. För att kunna tillgodoräkna sig de bättre prestanda den nya motorn gav, förstärktes flygplanskroppen varvid lastkapaciteten kunde ökas. Dessa flygplan i andra serien gavs namnet Vickers Valentia. Flygproven med Valentia inleddes 1934.
Brittiska flygvapnet beställde 28 stycken nyproducerade Valentia samt 54 stycken egna äldre Victoria som skulle uppgraderas till Mk VI av Vickers Limited. Produktionen varade fram till 1936.
En av flygplansindividerna användes av Alan Cobham vid de första brittiska försöken med lufttankning.
Namnet Valentia har tidigare använts av flygbåten Vickers Valentia.